# Шёльдебранд, Андерс Фредрик
Граф Андерс Фредрик Шёльдебранд (швед. Anders Fredrik, friherre och greve Skjöldebrand; 14 июля 1757 Алжир — 23 августа 1834 Стокгольм) — шведский генерал, общественный и государственный деятель.

## Биография
Родился Андерс Фредрик Шёльдебранд 14 июля 1757 года в городе Алжир. Его отец Эрик Шёльдебранд был шведским чиновником, а мать Джоанна Логи была дочерью посла Швеции в Алжире. В 1771 году он поступил в Уппсальский университет.
В 1774 году получил звание корнета в Южно-Сканийском кавалерийском полку, в том же году получил звание лейтенанта в Восточно-Готландском кавалерийском полку. В начале русско-шведской войны он принимал участие в боях в Швеции. В 1789 году ему было приказано сопровождать Шведский флот и в 1789 году он принимал участие в Эландском сражении.
В 1810 году был назначен губернатором Стокгольма в связи с убийством Акселя фон Ферзена. На посту губернатора занимался усмирением беспорядков и проводил социальные реформы. В 1812 году покинул пост губернатора и вернулся в армию. Участвовал в 1813 году в битве при Борнхёведе и Шведско-норвежской войне 1814 года.
Был одним из первых сторонников Бернадота во время выборов нового короля. В 1819 году он стал членом Шведской королевской академии наук. Шёльдебранд был также активен в качестве художника.
Умер 23 августа 1834 года в Стокгольме. Похоронен на Северном кладбище.

## Награды
- Орден Меча, рыцарский крест (RSO1kl; 24 ноября 1794)[8]
- Орден Меча, командорский крест (KSO1kl; 3 июля 1809)
- Орден Меча, большой командорский крест (KmstkSO; 23 ноября 1812)
- Титул барона королевства Швеция (26 января 1814)
- Орден Меча, большой рыцарский крест 2-го класса (RmstkSO; 9 июля 1814)
- Орден Серафимов (RoKavKMO; 4 июля 1818)
- Орден Карла XIII (RCXIII:sO; 28 января 1819)
- Титул графа королевства Швеция (11 июня 1819)
- Титул «Один из лордов королевства[швед.]» (26 января 1822)